# Импульсное лазерное напыление
Импульсное лазерное напыление (или осаждение) (ИЛН(О)) (англ. pulsed laser deposition (PLD)) — получение плёнок и покрытий путём конденсации на поверхности подложки продуктов взаимодействия в вакууме импульсного лазерного излучения с материалом мишени (при абляции).

## Описание
Метод импульсного лазерного напыления относится к группе методов физического осаждения из газовой фазы. Взаимодействие высокоэнергетического лазерного импульса (как правило используется эксимерный (УФ) лазер) с материалом мишени приводит к образованию целого ряда продуктов, среди которых присутствуют не только электроны, ионы и нейтральные частицы, но и твердые микрочастицы материала мишени, отрывающиеся при взрывообразном испарении материала. Траектория дальнейшего движения этих частиц и их распределение по энергиям существенно зависят не только от интенсивности, продолжительности и частоты лазерных импульсов, но и от давления в рабочей камере. Проведение лазерной абляции в глубоком вакууме приводит к образованию узкого факела продуктов, в котором велика доля заряженных частиц, а при образовании пленки в этих условиях велика роль процессов вторичного распыления конденсата высокоэнергетическими заряженными частицами.
Напротив, при повышении давления в камере облако продуктов абляции состоит преимущественно из нейтральных частиц и приближается по свойствам к пару низкого давления.
Получение в этих условиях высококачественных пленок и покрытий является сложной научно-технической задачей, которая в настоящее время успешно решена для ряда материалов. К числу основных преимуществ метода лазерной абляции относится, прежде всего, высокая степень соответствия катионной стехиометрии формируемых пленок составу материала мишени, что вызывает серьезные трудности во многих других методах и особенно важно при осаждении многокомпонентных материалов. Высокая степень пересыщения при конденсации продуктов абляции приводит к интенсивному зародышеобразованию по всей поверхности подложки и высокой морфологической однородности формируемой пленки. Метод характеризуется также весьма высокой для тонкопленочных методов скоростью напыления, которая, однако, позволяет получать пленки высокой степени кристалличности. Немаловажным фактором является и практически полное отсутствие загрязнений пленки компонентами материалов камеры и вспомогательных устройств за счет малой ширины луча. Расположения излучателя за пределами вакуумной камеры позволяет также в широких пределах варьировать состав газовой атмосферы при напылении. К недостаткам метода относятся малый геометрический размер зоны однородного напыления при абляции в вакууме, обусловленный малым диаметром факела продуктов абляции, а также возможность загрязнения пленки твердыми частицами и каплями расплава материала мишени при высоких скоростях осаждения.